# Ptisana melanesica
Ptisana melanesica är en kärlväxtart som först beskrevs av Friedrich Adalbert Maximilian Kuhn och som fick sitt nu gällande namn av Andrew G. Murdock.
Ptisana melanesica ingår i släktet Ptisana och familjen Marattiaceae. Inga underarter finns listade i Catalogue of Life.